# Vieregg-Rössler
Die Vieregg-Rössler GmbH Innovative Verkehrsplanung ist ein 1991 gegründetes Beratungs-Büro im Verkehrsbereich aus München.

## Beschreibung
Das Unternehmen wurde von 1991 bis 2013 von Martin Vieregg und Karlheinz Rößler geleitet. Inzwischen ist Martin Vieregg alleiniger Geschäftsführer. Projektbezogen greift die Firma auf weitere freie Mitarbeiter zurück. Martin Vieregg ist studierter Betriebswirt und promovierte 1995 über das Thema „Effizienzsteigerung im Schienenpersonenfernverkehr“. Karlheinz Rößler ist Diplom-Psychologe und Mitglied bei ProBahn und war Mitarbeiter beim Verkehrsclub Deutschland. Das Beratungsunternehmen wurde insbesondere durch seine Auftragsstudien zur zweiten Stammstrecke der S-Bahn München, dem Transrapid in München und zu Stuttgart 21 bekannt.

## Themengebiete
Vieregg-Rössler beschäftigt sich insbesondere mit dem Thema Internationaler Eisenbahnverkehr, Schienenpersonenfernverkehr und Münchner Regionalverkehr.

### Flughafenanbindung München
Im Zuge der Anbindung des Flughafens München an das Münchner Stadtzentrum legte Vieregg-Rössler mehrere Studien vor. Diese befassten sich zum einen mit einer möglichen Transrapid-Anbindung, zum anderen mit einer Alternative Express-S-Bahn.
Im Auftrag von Bündnis 90/Die Grünen erstellte Vieregg-Rössler zwischen 2002 und 2007 drei Gutachten über die Machbarkeit, Risiken und Kosten des Transrapid-Projektes. Besondere Bekanntheit erlangte das Gutachten von 2007, welches Baukosten des Transrapids von 3 bis 4 Milliarden Euro voraussagte. In den Planungsunterlagen waren hierfür lediglich 1,85 Milliarden Euro veranschlagt worden. Diese Kostenplanungen wurde im Laufe des Jahres revidiert und nach oben korrigiert. Nachdem diese am Ende 3,4 Milliarden betragen hatten, wurde das Projekt am 26. März 2008 eingestellt.
Im Auftrag der Gemeinden Unterschleißheim, Oberschleißheim, Eching und Neufahrn legte Vieregg-Rössler 2003 ein Rad-Schiene-basiertes Alternativkonzept vor. Dieses griff Konzepte aus den Jahren 1997 und 1998 auf, die man im Auftrag der Flughafen GmbH München erstellt hatte.
Neben diesen Vorschlägen erstellte Vieregg-Rössler für die Stadt Freising, die Industrie und Handelskammer Schwaben sowie MdL Christine Kamm (B’90/Grüne) Konzepte um Freising, Ostbayern und Augsburg besser an den Flughafen anzubinden.

### S-Bahn München
Vieregg-Rössler erhielt im Laufe der Jahre mehrere Aufträge zur Begutachtung von Ausbaumaßnahmen und Gesamtanalysen des S-Bahnnetzes in München. So etwa in den Jahren 1994 und 1996 zur Verbesserung der S-Bahnstrecke nach Freising im Auftrag der Stadt Unterschleißheim, eine Anbindung Fröttmanings und Schwabings an das S-Bahnnetz mit einem „Nordtunnel“ bzw. Zweisystemzügen im Auftrag von Bündnis 90/Die Grünen bzw. der Münchner Verkehrsgesellschaft 2003 sowie eine Beurteilung des geplanten zweiten Stammstreckentunnels bzw. einer Alternativroute über den sogenannten Südring zwischen 2003 und 2005 im Auftrag von Bündnis 90/Die Grünen bzw. der „Bürgerinitiative S-Bahn-Tunnel Haidhausen“.
Im Januar 2015 stellte das Büro die Ergebnisse einer neuen Studie zur Zweiten Stammstrecke vor, die im Auftrag der Bürgerinitiative Haidhausen durchgeführt wurde. Die aufgrund der Tieferlegung verlängerten Laufwege der Reisenden führten demnach zu einer Verlängerung der Gesamtreisezeit um bis zu sieben Minuten. Dadurch sänke das Nutzen-Kosten-Verhältnis des Projektes in den unwirtschaftlichen Bereich unter 1,0. Über die Frage, inwieweit die Laufwege bereits in der 2011 vom Freistaat in Auftrag gegebenen Untersuchung berücksichtigt wurden, besteht jedoch Dissens: das Bayerische Verkehrsministerium erklärte, für eine Neubewertung keinen Anlass zu sehen. Die Untersuchung des Freistaates hatte ein NKV von 1,23 ergeben.

### Semmering-Basistunnel
Im Auftrag der Tunnelgegnerorganisation Alliance for Nature erstellte Vieregg-Rössler ein Gutachten über den im Rahmen der Baltisch-Adriatischen Achse als Umgehung der Semmeringbahn zu errichtenden Semmering-Basistunnel. Vieregg-Rössler gab in dem von der Alliance for Nature in einer Beschwerde gegen den Tunnel vorgebrachten Gutachten an, dass ein volkswirtschaftlicher Nutzen des Tunnels nicht gegeben sei. Auf der Grundlage einer Stellungnahme von Brigitta Riebesmeier stellte das Bundesverwaltungsgericht fest, dass „die Stellungnahme Vieregg-Rössler aus wissenschaftlicher Sicht mit Mängeln behaftet ist“.

### Stuttgart 21
Im Verlauf der Planungen von Stuttgart 21 und der Neubaustrecke Wendlingen–Ulm erstellte Vieregg-Rössler mehrere Stellungnahmen. Einer der ersten Aufträge war 1992 durch das Ingenieur-Geologische Institut Niedermeyer eine Überprüfung und Optimierung der Varianten für die Neubaustrecken. Zur Anbindung des Flughafens schlug Vieregg-Rössler 2000 eine im 12-Minuten-Takt verkehrenden Magnetschwebebahn auf Basis des Transrapids von Stuttgart nach Tübingen vor, um so „einen entscheidenden Beitrag zur Realisierung von ‚Stuttgart 21‘“ zu leisten. Für die 48,5 Kilometer lange Strecke veranschlagte Vieregg-Rössler Kosten in Höhe von 1,2 Milliarden Mark. Weitere Beiträge zu diesem Projekt waren Untersuchungen zu Einsparpotentialen bei Eisenbahngroßprojekten im Auftrag von Karl-Dieter Bodack im Jahr 2006 und eine Abschätzung der Gesamtprojektkosten im Jahr 2010 im Auftrag von Bündnis 90/Die Grünen.

## „Ingenieurbüro“
Ein häufig vorkommender Fehler in Bezug auf Vieregg-Rössler ist die Bezeichnung als „Ingenieurbüro“. Zwar beauftragt das Büro nach eigenen Angaben projektbezogen Ingenieure, die Leiter des Unternehmens selbst sind allerdings keine Ingenieure und dürften damit nach Art. 2 Abs. 2 des Bayerischen Ingenieurgesetzes auch nicht als Ingenieurbüro firmieren. Vieregg-Rössler selbst versteht sich als Beratungsunternehmen und tritt auch als solches in der Außendarstellung auf.